# مستشفى بريستول الملكي
مستشفى بريستول الملكي المعروف أيضًا باسم BRI، هو مستشفى تعليمي كبير يقع في وسط برستل، إنجلترا. لدى المستشفى علاقات مع جامعة بريستول القريبة وكلية الرعاية الصحية والاجتماعية في جامعة غرب إنجلترا، وكذلك في برستل.